# Sinaia
Sinaia (Pronunciación en rumano:[siˈnaja]) es una ciudad y un centro turístico de montaña en Rumania. La ciudad se bautizó con este nombre por el monasterio de Sinaia, alrededor del cual fue construida; el nombre del monasterio proviene del bíblico monte Sinaí. El rey Carlos I de Rumanía construyó su casa de verano, el castillo Peleș, cerca de la ciudad.

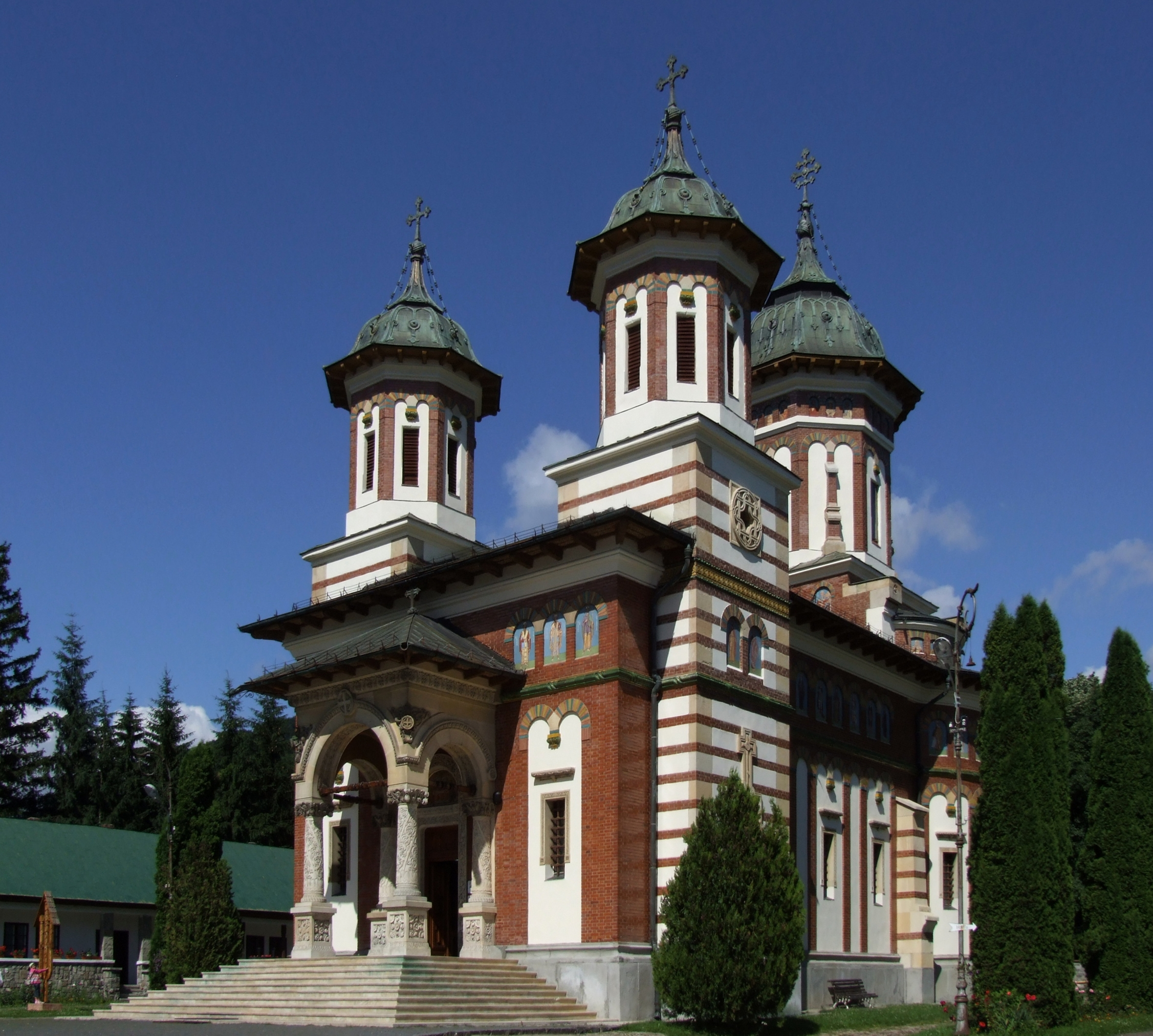
Monasterio de Sinaia.

Sinaia se encuentra a  60 km al noroeste de Ploieşti y a 50 km al sur de Braşov, en un área montañosa en el valle del río Prahova, justo al este de las montañas Bucegi. La altitud varía entre 767 m y 860 m. 
Es un popular destino para practicar senderismo y deportes de invierno, especialmente esquí alpino. Entre las paradas turísticas, la más importante es el castillo Peleş, el castillo de Pelișor, el monasterio Sinaia, el casino Sinaia, la estación de tren de Sinaia y los acantilados de Franz Joseph y Saint Anne. Sinaia fue también la residencia estival del compositor rumano George Enescu, quien se alojaba en la villa Luminiş.

## Clima
El clima es característico de la baja montaña. 
- Temperatura media anual: 8 °C;
- Temperatura media de junio: 15 °C;
- Temperatura media de enero: -4 °C.

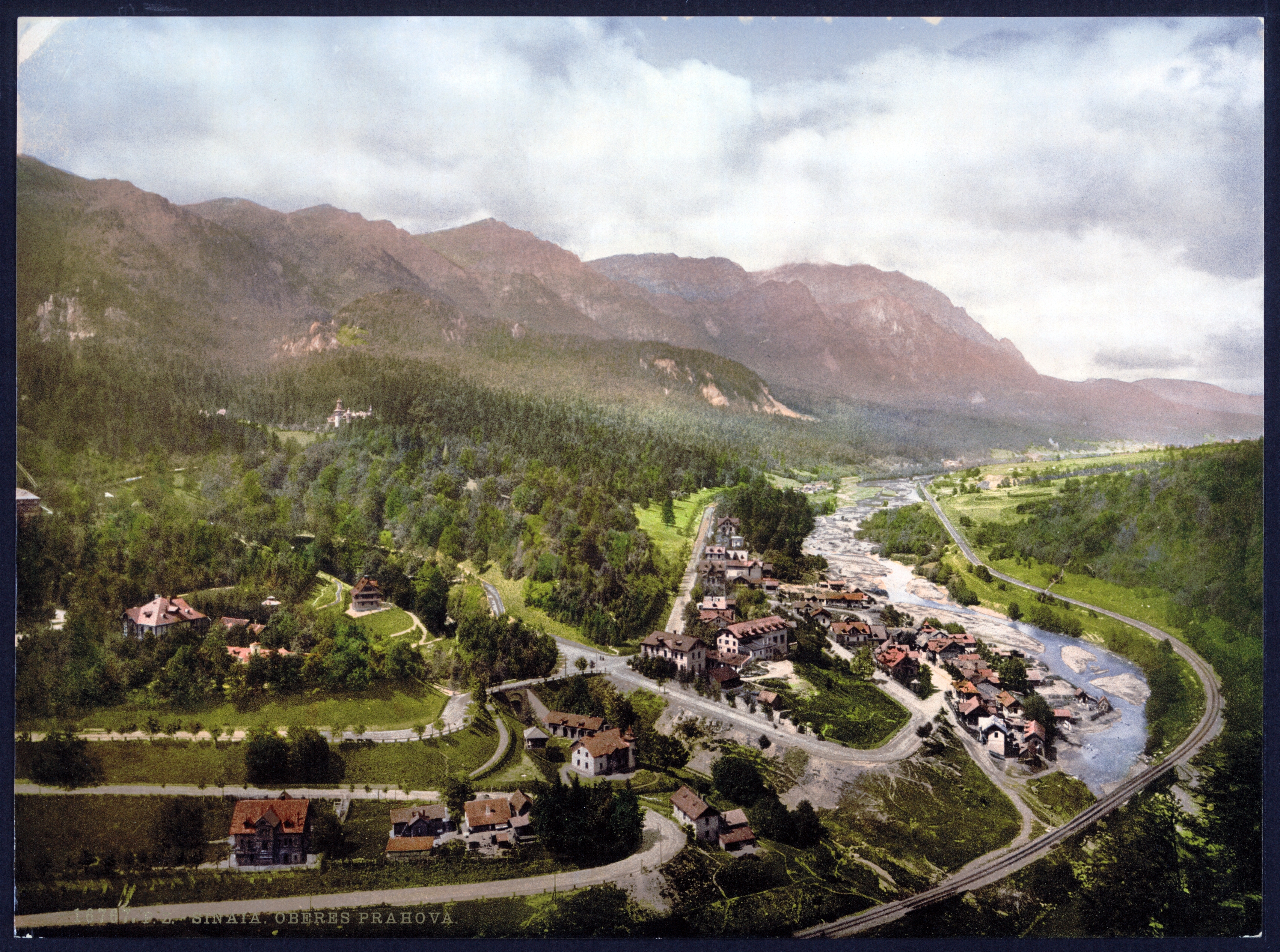
Una imagen postal de Sinaia de 1890.

Los veranos son fuertes y lluviosos al comienzo de la estación. Los inviernos son relativamente templados con fuertes nevadas. Las precipitaciones medias anuales alcanzan los 900 mm. La precipitación máxima registrada se produjo en junio (173 mm) y las mínimas se registraron en septiembre (55 mm) y febrero (40 mm).
Normalmente, durante el mes de noviembre cae una capa uniforme de nieve que se funde entre marzo y abril, ocasionalmente, al principio de mayo. La capa de nieve oscila entre 20 centímetros y 3 metros en las cotas más altas.
En los últimos tiempos, Sinaia ha sufrido los efectos del cambio climático global, un cambio que se traduce en veranos cada vez más cortos con temperaturas que a menudo sobrepasan los 30 °C, unas primaveras y otoños ligeramente más cortos e inviernos relativamente más largos (desde finales de octubre hasta el principio de mayo) y más fríos, con semanas completas dominadas por las heladas ( -19 °C to -25 °C) y ventiscas frecuentes.

## Remedios naturales
Sus defensores dicen que Sinaia presenta un clima refrescante y estimulante que es beneficioso para el cuerpo humano. Existen además algunos manantiales minerales en el Valle de Câinelui que tienen aguas sulfuroférricas y contienen otros minerales solubles.

## Preservación de la naturaleza
Tanto en la ciudad como en sus alrededores existen restricciones referentes a la corta o recogida de la flora autóctona. No se permite la tala de árboles ni la recogida de cualquier planta alpina. Entre las especies protegidas se encuentran: Peoniáceas (Rhododendron Kotsky), Edelweiss  o "flor de las nieves" (Leontopodium alpinum) y Genciana amarilla (Gentiana lutea). Sólo se permite acampar en lugares designados para tal efecto, acatando las normas de protección obligatorias. 
La zona montañosa en que la que se encuentra Sinaia está en la región del parque natural de Bucegi. El parque abarca una superficie total de 326,63 kilómetros cuadrados, de los que 58,05 están bajo estrictas normas de protección y alberga monumentos naturales. La Reserva Natural de Bucegi incluye zonas abruptas de las montañas Vârful cu Dor, Furnica, y Piatra Arsă y está continuamente vigilada por patrullas de rescate así como por miembros de la Policía de Montaña. 
A la entrada del distrito de Cumpătu, se encuentra la arboleda de alisos de Sinaia, una reserva botánica bajo la protección de la  Academia Rumana y del Instituto de Biología de Bucarest, que también incluye un museo de la fauna de las montañas Bucegi en un laboratorio para la protección de la naturaleza.

## Personajes ilustres
- George Enescu
- Gobernantes de Rumania

## Galería

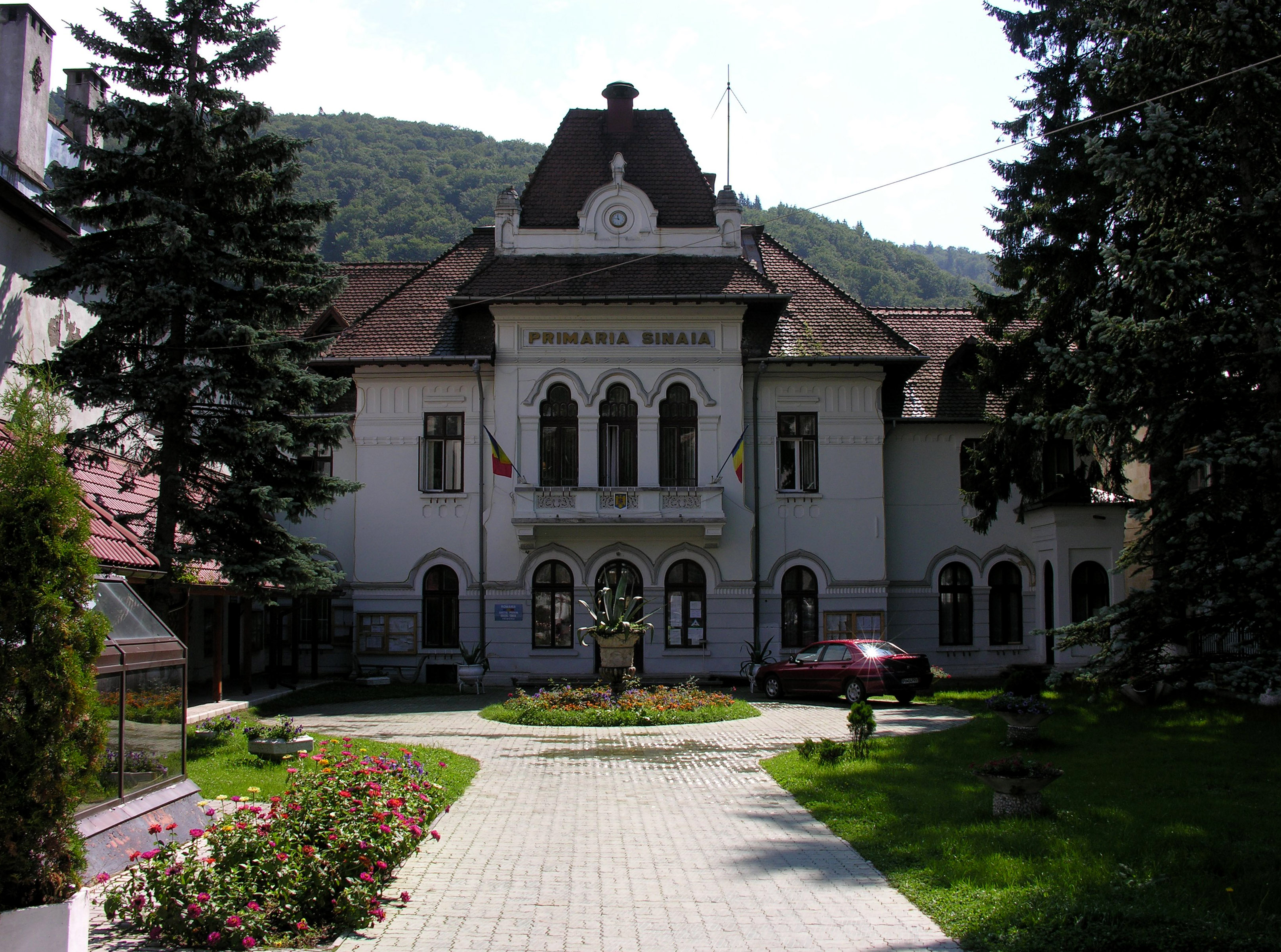
El Ayuntamiento de Sinaia
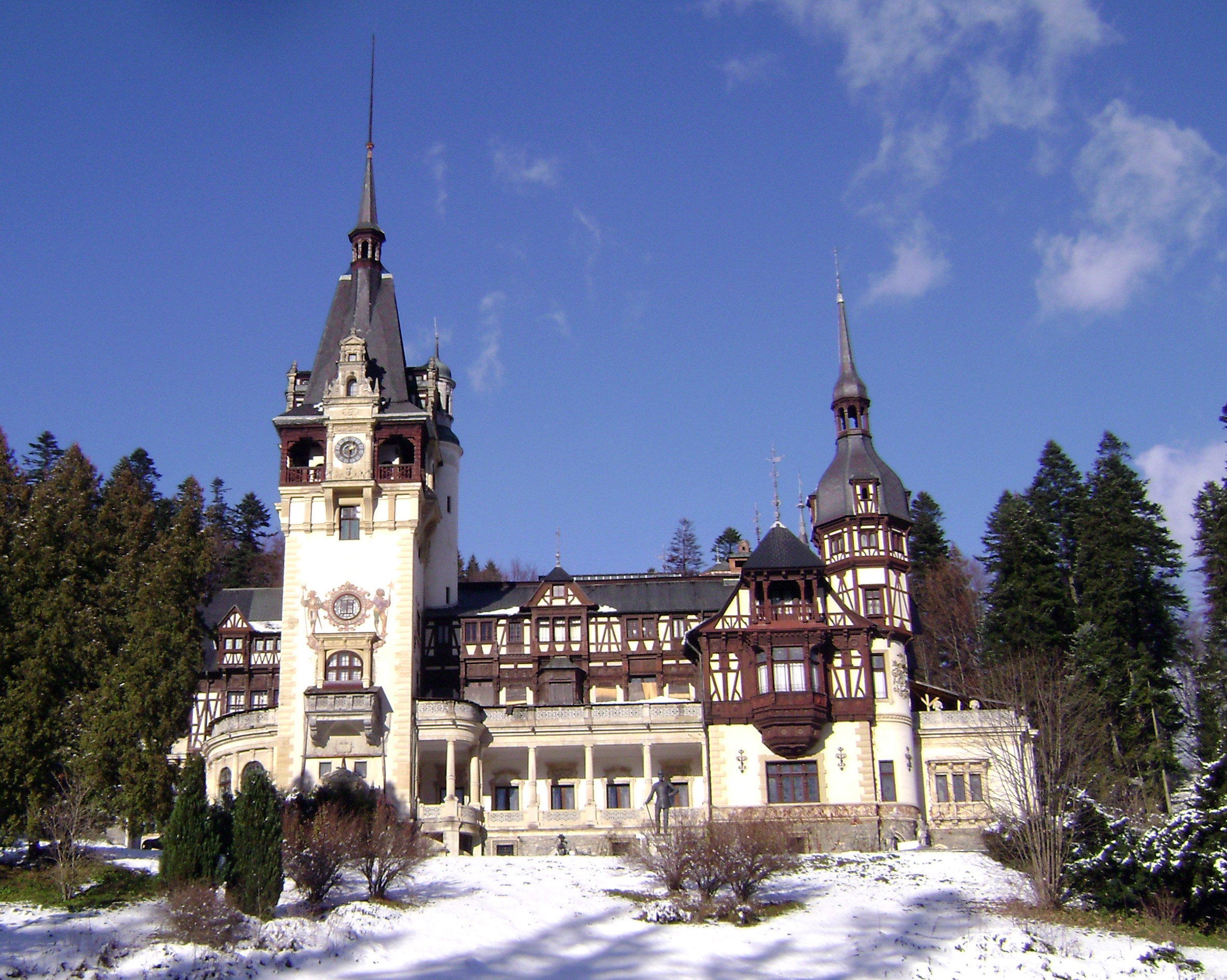
Castillo Peleș
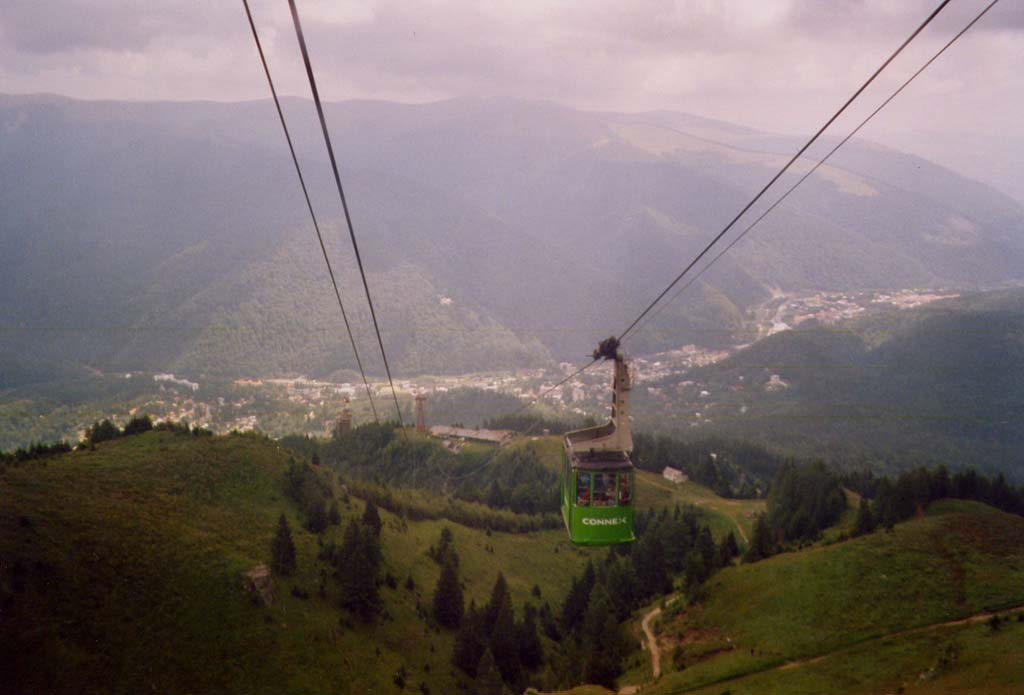
Funicular en Sinaia
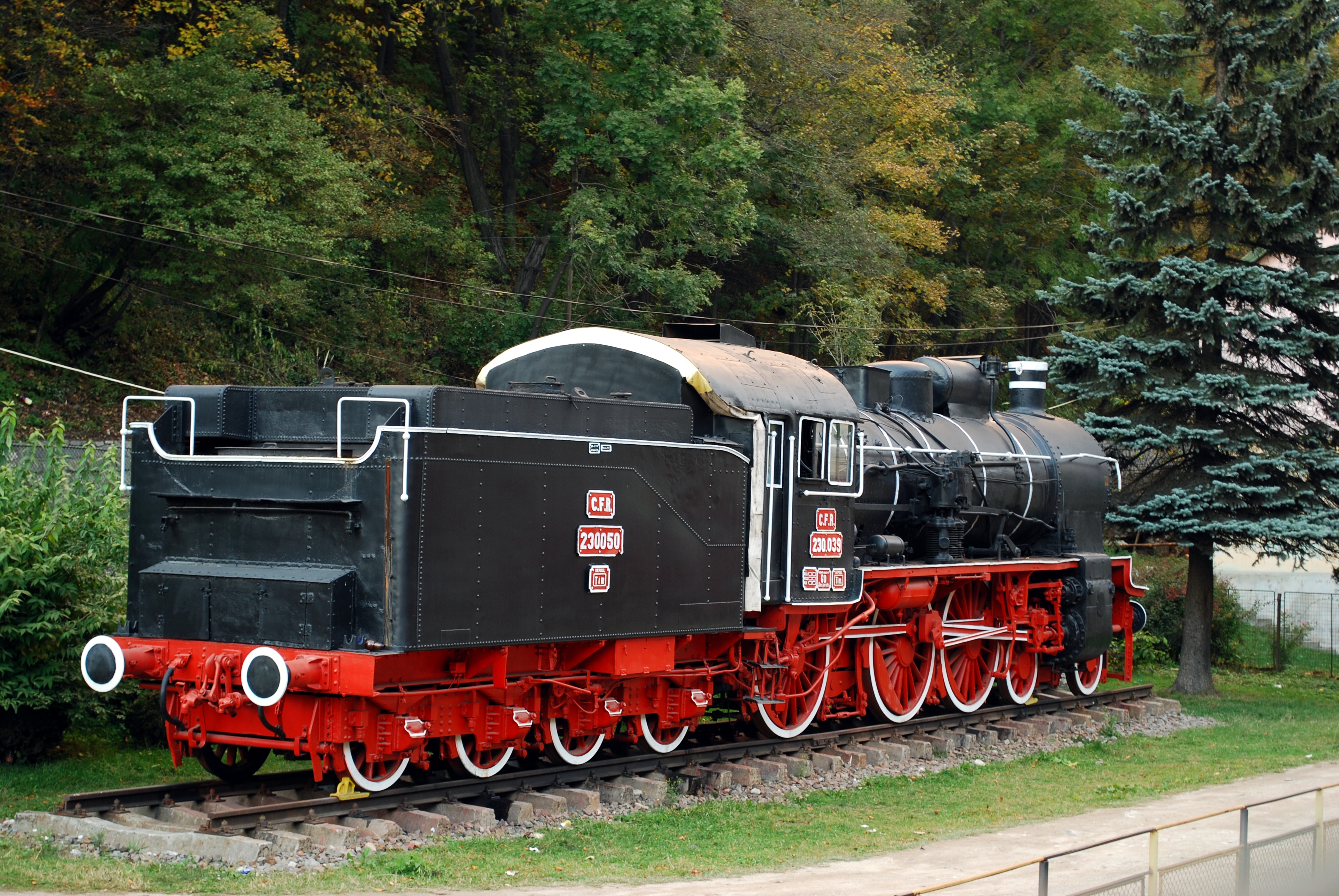
Máquina de vapor que se exhibe en la estación de tren